# Бела Керекярто
Бела Керекярто (на унгарски: Kerékjártó Béla) (1 октомври, 1898, Будапеща–26 юни, 1946, Дьондьош) е унгарски математик със значим принос в топологията и теорията на непрекъснатите групи.
Керекярто учи математика в университета в Будапеща, където защитава и докторската си дисертация. През летния семестър на 1922 чете лекции по топология в Гьотингенския университет, а следващия семестър по математически въпроси от космологията. Записките на лекциите по топология прерастват в книга, издадена 1923, Vorlesungen über Topologie („Лекции по топология“), която е и една от първите третираща този, все още нов тогава, клон на математиката. На следващата година Керекярто чете лекции по геометрия и теория на функциите в университета в Барселона. От 1923 до 1925 е гостуващ лектор в Принстън, където отново преподава топология и непрекъснати групи. През 1925 се връща в Европа и приема покана да изнесе курс от лекции по топология и приложения в Сорбоната. Тези лекции получават признание от най-видни френски математици.
През 1925 Керекярто е назначен за професор към катедрата по Геометрия в университета в Сегед, където остава до 1938. От този период са статиите му: 'Върху геометрична теория на непрекъснатите групи'(1925) и 'Върху геометрична теория на непрекъснатите групи, 2. Евклидови и хиперболични групи в тримерното пространство'(1927). От 1938 до внезапната си смърт си през 1946 Керекярто е професор в университета в Будапеща. С повечето от колегите си той поддържа добри отношения, уважаван е и експертното му мнение по топология е високо ценено. Изключение прави Фейер, с когото често имат противоречия. На Фейер се приписва следното твърдение: „Това което Керекярто говори е само топологически еквивалентно на истината!“.
Основните приноси на Керекярто са в „класическата“ топология – развитие на идеите на Поанкаре и Брауер и в теорията на непрекъснатите групи. Керекярто дава решение на проблема за топологическата класификация на отворените повърхнини. Той е един от първите математици занимаващи се с приложенията на топологията в други раздели – динамика, класическа геометрия, теория на функциите и пр. Успява да получи изключително важни резултати в теорията на непрекъснатите групи за размерност 2, в това число топологическата характеристика на хомографските представяния на сферата и на афинната група на равнината, и свързаните с тях регулярни трансформации на повърхнини. Участва в международния конгрес по математика през 1928 в Италия, където изнася лекция озаглавена 'Върху една обща транслационна теорема на Брауер' на английски, както и във втория международен конгрес по геометри и топология през 1935 в Женева – 'Върху структурата на трансформации на повърхнини' на френски.